# 수월항 (도산면)
수월항은 경상남도 통영시 도산면 수월리에 있는 어항이다. 1981년 12월 24일 지방어항으로 지정하여 관리하고 있다. 시설관리자는 통영시장이다.

## 어항 시설
- 방파제 163m, 물양장 55m

## 주요 어종
- 굴, 도다리, 볼락